# Matt Lewis
Matt Lewis (Woodbridge, Virginia; 21 de diciembre de 1998) es un baloncestista estadounidense que pertenece a la plantilla del ASK Karditsas B.C. de la A1 Ethniki griega. Con 1,96 metros de estatura, juega en la posición de escolta.

## Trayectoria deportiva

### Universidad
Jugó cinco temporadas con los Dukes  de la Universidad James Madison, en las que promedió 17,1 puntos, 4,5 rebotes, 3,0 asistencias y 1,0 robos de balón por partido. En su última temporada en el equipo fue elegido como Jugador del Año de la Colonial Athletic Association e incluido en el mejor quinteto de la conferencia.

### Profesional
Tras no ser elegido en el Draft de la NBA de 2012, firmó con los Minnesota Timberwolves el 20 de septiembre. Sin embargo, fue despedido el 15 de octubre. El 26 de octubre firmó con los Iowa Wolves de la G League como jugador afiliado. Jugó dos temporadas en el equipo, en las que promedió 10,3 puntos y 3,7 rebotes y 12,7 puntos y 4,1 rebotes por partido respectivamente.
El 18 de julio de 2023 firmó con el Le Mans Sarthe Basket de la LNB Pro A francesa.